# 暗红紫晶报春
暗红紫晶报春（学名：Primula valentiniana）为报春花科报春花属下的一个种。

## 扩展阅读
維基物種上的相關：暗红紫晶报春